# Конёк Мензбира
Конёк Мензбира (лат. Anthus menzbieri) — птица из семейства трясогузковых. Первоначально был описан Л. М. Шульпиным как подвид сибирского конька (Anthus gustavi). Подвидовое название Шульпиным было дано в честь лидера российской орнитологии тех лет, академика М. А. Мензбира (1855—1935).

## Описание
От сибирского конька отличается более мелкими размерами и более тёмной окраской.  Существенные отличия в песнях этих форм, значительные различия в размерах,  а также недавно проведённые  исследования митохондриальной ДНК дают основания рассматривать конька Мензбира в качестве близкого сибирскому, но самостоятельного вида.
В летнем обношенном оперении от типичных сибирских коньков отличается темными и серыми каёмками перьев спины. В осеннем наряде для оперенья спины этого вида характерны более широкие угольно-чёрные центры перьев. Белые пестрины на краевых перьях имеют зеленоватый оттенок. Нижняя с торона тела имеет густой ярко-желтоватый налёт.  Гнездовой наряд очень тёмный на спинной стороне, на нижней стороне тела крупные частые пестрины доходят до подбородка, брюхо чисто белое.

## Распространение
Первоначально описан с озера Ханка (устье р. Лефу (Илистой)). Позднее обнаружен в окрестностях Муравьевки Тамбовского района Амурской области. Известны встречи на территории Антоновского лесничества Хинганского заповедника в Архаринском районе.

## Размножение
Гнездо было найдено 31 мая на земле среди травы на болотце у села Сиваковка. Кладка — 6 яиц,  размеры 19,7 мм (19,3-20,1) x 14,6 мм (14,4-14,8).

## Поведение
Песня очень тихая, при этом издаётся на большой высоте, где самец летает кругами, так что даже опытные орнитологи, не знакомые с этой птицей, готовы принять её песню за писк чьих-то птенцов, а не пение. Окончив токовой полёт конёк практически вертикально спускается на гнездовой участок, при этом он держит крылья задранными вверх.